# Клеопа (Илие)
Архимандри́т Клео́па (рум. Arhimandrit Cleopa, в миру Константи́н Или́е, рум. Constantin Ilie; 10 апреля 1912, Сулица, Ботошани — 2 декабря 1998, Сихэстрия) — архимандрит Румынской православной церкви, настоятель Монастыря Сихэстрия. Был известным духовником Румынской православной церкви.
Канонизирован Румынской православной церковью 12 июля 2024 года. Память 2 декабря.

## Биография
Родился 10 апреля 1912 года в Сулице, жудец Ботошань, в крестьянской семье. Он был пятым из десяти детей. Он посещал начальную школу в своей деревне. Впоследствии он в течение трех лет был учеником монаха Паисия (Олару), который жил в уединении в скиту Козанча.
Вместе со своим старшим братом Василе поступил в Сихэстрийский скит в декабре 1929 года. В 1935 году он призван в армию. Служил в городе Ботошани, но через год вернулся в скит, где 2 августа 1937 года был пострижен в монахи и при крещении получил имя Клеопа. В июне 1942 года он был назначен заместителем игумена из-за слабого здоровья игумена Иоанникия (Мороя).
27 декабря 1944 года он был рукоположен в сан иеродиакона, а 23 января 1945 года — в сан иеромонаха архиепископом Галактионом (Кордуном), настоятелем Монастыря Нямц в то время. Впоследствии он был официально назначен игуменом Сихастрийского скита.

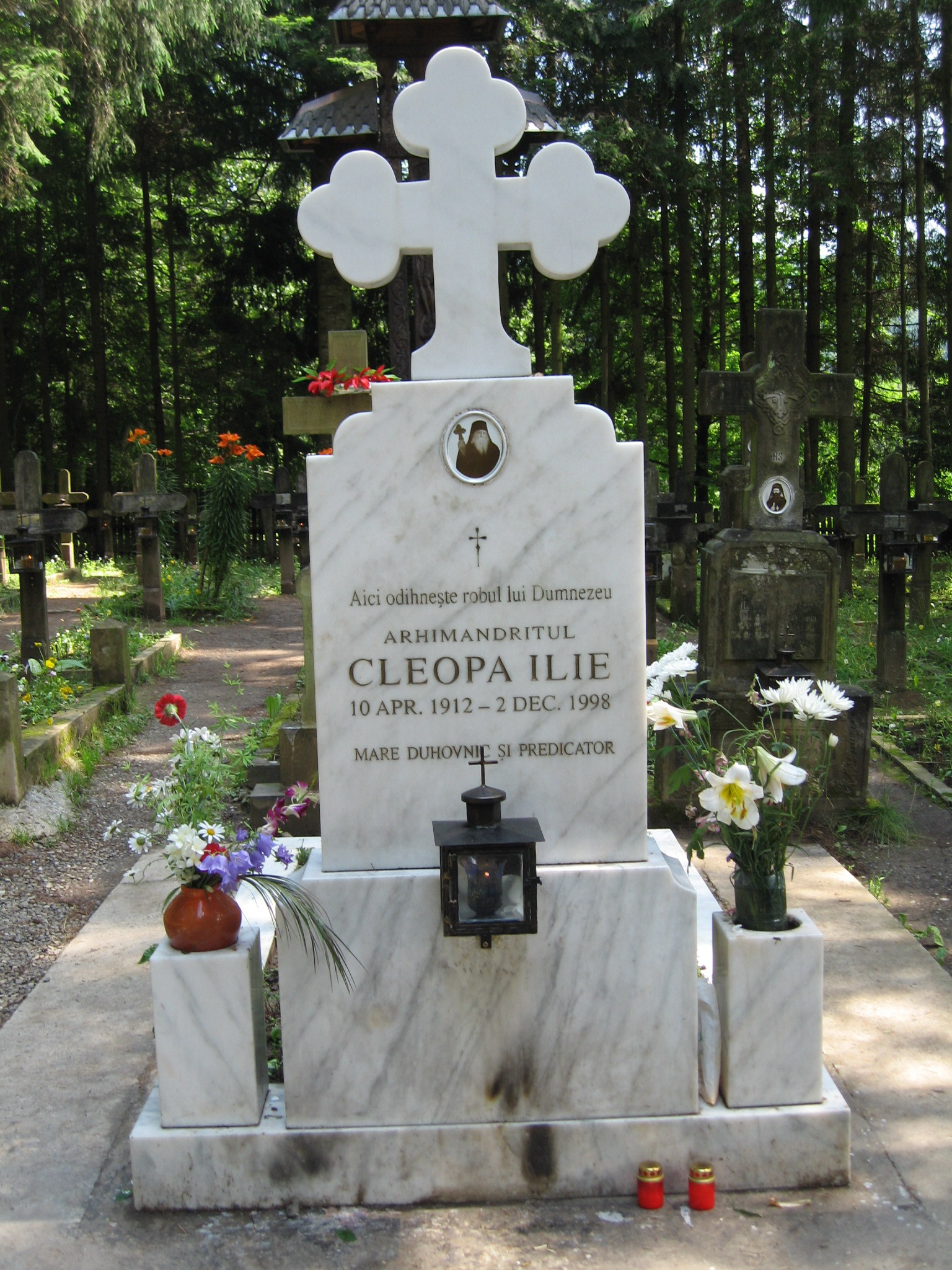

В 1947 году скит стал монастырём, а Клеопа стал архимандритом с одобрения патриарха Никодима. Поскольку Секуритате разыскивала его в 1948 году, он исчез в лесах, окружающих монастырь, и оставался там в течение шести месяцев. 30 августа 1949 года он был назначен настоятелем Монастыря Слатина в жудеце Сучава, где по решению Патриарха Юстиниана присоединился к 30 другим монахам из монастырской общины Сихэстрия.
Там он основал монашескую общину, насчитывавшую более 80 человек. В период с 1952 по 1954 год его снова преследовала Секуритате, и он вместе с иеромонахом Арсением (Папачком) бежал в горы Станишоара. Через два года он был возвращён в монастырь по приказу патриарха Юстиниана.
В 1956 году он вернулся в монастырь Сихэстрия, где был рукоположен, а весной 1959 года в третий раз удалился в горы Нямц, проведя там следующие пять лет. Осенью 1964 года он вернулся в Сихастрию в качестве духовника всей общины и продолжал давать духовные советы как монахам, так и мирянам в течение следующих 34 лет. Он скончался 2 декабря 1998 года в Монастыре Сихастрия.

## Почитание и канонизация

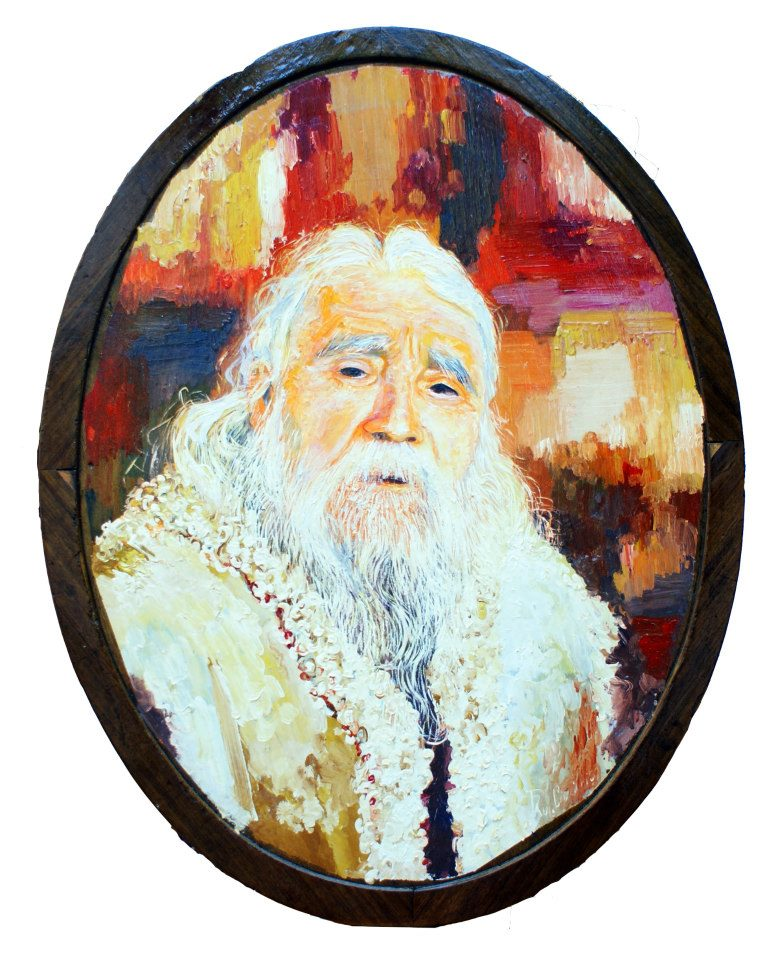

Был защитником традиционного православного образа жизни и оказал сильное влияние на последующие события в Румынской православной церкви. Нынешний патриарх Даниил был одним из его учеников наряду целом рядом епископов. Он всегда изображал себя никчёмным человеком и постоянно преуменьшал свои поступки и страдания в течение своей жизни. Он утверждал, что, находясь в уединении в горах, он жил как король, несмотря на то, что условия были чрезвычайно суровыми, еды не хватало, а убежище было импровизированным. Его взгляды на важность экологии и ответственность человека любить и беречь мир природы как творение Божье во многом способствовали вовлечению Румынской церкви в принятие экологических взглядов. К нему часто обращались за советом различные важные персоны, такие как политики и бизнесмены, и он принимал их вместе с простыми людьми. Он проповедовал кротость и глубокое понимание Библии и Священного предания. Его кротость, несмотря на его огромное влияние на церковь, а также его обширные знания сделали его символом церковного возрождения после революции 1989 года.
В марте 2021 года стало известно о намерении канонизировать архимандрита Клеопу в 2025 году, когда Румынская православная церковь будет отмечать 140-летие автокефалии и 100-летие с момента получения статуса патриархата.
12 июля 2024 года Священный синод Румынской православной церкви принял решение о канонизации архимандрита Клеопы с установлением дня памяти 2 декабря. Тогда же был канонизирован и его духовный наставник иеросхимонах Паисий (Олару).